# Programma europeo sul cambiamento del clima
Il Programma europeo sul cambiamento del clima o in sigla ECCP (European Climate Change Programme) fu lanciato nel 2000 dalla commissione dell'Unione Europea.
L'obiettivo dell'ECCP di identificare, sviluppare e implementare tutti gli elementi necessari di una strategia europea per implementare il Protocollo di Kyōto.
Tutte le ratificazioni del protocollo sono state depositate simultaneamente il 31 maggio 2002.
Il Piano del commercio delle emissioni di gas dell'Unione Europea (in inglese European Union Greenhouse Gas Emission Trading Scheme) o semplicemente EU ETS è forse il più significativo contributi dell'ECCP, e la EU ETS è il più grande piano di questo tipo al mondo.
Nel 1996 la UE adotta l'obiettivo di un massimo dell'innalzamento di 2 °C della temperatura media globale.